# Gertrude Bell
Gertrude Margaret Lowthian Bell (Washington, comtat de Durham, Anglaterra, 14 de juliol de 1868-Bagdad, Iraq, 12 de juliol de 1926) va ser una viatgera, espia agent de l'Imperi britànic, arqueòloga i escriptora britànica.

## Biografia
Nascuda al si d'una família aristòcrata industrial victoriana, va ser la primogènita de Hugh Bell, important industrial del ferro i als tres anys va quedar òrfena de mare en néixer el seu germà Maurice. Al 1884 va ingressar al Queens College de Londres i, dos anys més tard, fou acceptada a la Universitat d'Oxford, on va estudiar història moderna; acabà la carrera el 1888, abans del previst i amb nota d'excel·lent. No es va arribar a casar mai i després d'acabar els estudis, el 1892, Bell va rebre una invitació del seu oncle, el diplomàtic Frank Lascelles, per anar a visitar-lo a Pèrsia. No s'ho va pensar dos cops i amb la seva tia i la seva cosina es van embarcar a l'Orient Express, arribaren a Teheran després de setmanes de viatge. Allà es va enamorar del desert, però també del primer secretari de l'ambaixada, Henry George Gerald Cadogan, amb qui, malgrat l'oposició de la seva família, es va prometre. Malauradament, al cap de pocs mesos, aquest va contreure unes febres i va morir. Fruit d'aquest viatge va escriure Safar Nameh: Persian Pictures, publicat el 1894.
Posteriorment, va continuar viatjant per l'Orient Mitjà tot recorrent deserts, coneixent tribus i vestigis arqueològics. El 1900, per exemple, va fer una estada a Jerusalem, convidada pel cònsol alemany, per practicar l'àrab. També va visitar Petra, Palmira i Baalbek, on va començar a interessar-se per l'arqueologia. El 1905 va iniciar una expedició cap a Konya, amb l'objectiu d'estudiar les esglésies romanes d'Orient d'Anatòlia. En aquests viatges va descriure i fotografiar molts pobles i monuments que va anar trobant, publicà després llibres, com Revue archéologique (1906, 1907) i Syria: The Desert and the Sown (1907). El 1907, juntament amb l'arqueòleg sir William Ramsay, van explorar l'excavació romana d'Orient turca de Binbir-kilisse, establí una cronologia de les esglésies de l'àrea que dos anys després va publicar en The thousand and one churches. Va arribar a parlar amb fluïdesa l'àrab i el persa, a més del francès, l'alemany i l'anglès.
El 1909, en el transcurs d'una llarga expedició que cobria indrets verges de Síria a Mesopotàmia, i que tenia com a objectiu identificar les fortaleses romanes i romanes d'Orient erigides a la vora del riu Eufrates, va descobrir la fortalesa palau d'Ukhaidir, que va descriure i fotografiar. El viatge de set-cents quilòmetres el va recollir al llibre Amurath to Amurath (1911). En una excavació arqueològica a Carchemish es va reunir amb David Hogarth i el seu jove ajudant T. E. Lawrence, a qui li passaria molta informació i amb qui compartiria la idea que el destí de l'Imperi britànic era intervenir en el Pròxim Orient, inicià amb ell una sòlida amistat.
L'any 1912, a Londres, es va retrobar amb Charles Doughty-Wyllie, a qui havia conegut el 1906 a Konya i es van enamorar, però la seva relació era impossible, ja que Doughty-Wyllie estava casat. Per oblidar-lo iniciaria des de Damasc, el 16 de desembre de 1913, l'expedició que la va fer més famosa a l'oasi d'Hayil travessant l'àrid desert de Nafud, un indret assolat per les guerres tribals. Després d'aquesta expedició, Bell fou condecorada amb la medalla d'or de la Royal Geographical Society, i es guanyà un nom entre els exploradors de l'època.
A les seves estades a Anglaterra quan no estava de viatge, dedicava temps a tenir cura del jardí de la casa familiar a Rounton Grane, Northallerton, i a lluitar contra les sufragistes de l'època, a qui considerava unes desvergonyides extremistes, arribà a fundar i posteriorment presidir la secció nord de la Lliga Nacional de Dones Antisufragistes.
Després de l'esclat de la Primera Guerra Mundial, el novembre de 1915, l'Arab Bureau del Servei Britànic d'Inteligència Militar la va sol·licitar com a agent al Caire, interessats per les estretes relacions amb tribus de tot l'Orient Mitjà que Bell havia fet al llarg dels seus viatges. Així va començar a subministrar informació a l'Imperi britànic sobre tot el que veia i sabia. Els àrabs l'anomenaren Al-Khatun ('dona de la cort que manté sempre un ull i una orella ben oberts'). Pel març de 1916, de resultes d'una gestió de Lawrence d'Aràbia, Gertrude va començar a treballar a les ordres de sir Percy Z. Cox, com a secretària d'afers orientals de l'Alt Comissionat Britànic a Bagdad, ciutat on viuria fins a la mort.
Va ser l'única oficial femenina en el servei d'intel·ligència de l'exèrcit britànic, i fou fins i tot guardonada com a Comandanta de l'Orde de l'Imperi Britànic.
Després de la guerra i la caiguda de l'Imperi Otomà, quan el Regne Unit i França es van repartir l'Orient Mitjà, Bell va dibuixar les fronteres d'un nou país, l'Iraq. I el 1921 va cooperar per col·locar al tron iraquià Faysal ibn Husayn, participà en la conferència del Caire de 1921, convocada per Winston Churchill. Bell va tenir un paper important en l'establiment de l'estat modern de l'Iraq, utilitzant la perspectiva única dels seus viatges i les relacions amb els líders tribals de tot l'Orient Mitjà. Va tutelar i aconsellar el monarca en els seus primers anys al tron. També va crear el Museu Arqueològic de l'Iraq (actualment Museu Nacional de l'Iraq).
Inclinada a la depressió, va ser trobada morta el 1926 per sobredosi de somnífers, poc després de la inauguració del seu museu.
La seva vida va servir de base per a la pel·lícula biogràfica estatunidenca La reina del desert, dirigida el 2015 per Werner Herzog i interpretada per Nicole Kidman fent el rol de Bell.